# Округ Даглас (Невада)
Округ Даглас (енгл. Douglas County) је округ у америчкој савезној држави Невада.

## Демографија
По попису из 2010. године број становника је 46.997, што је 5.738 (13,9%) становника више него 2000. године.
| Група             | 2000.          | 2010.          |
| Белци             | 36.231 (87,8%) | 39.094 (83,2%) |
| Афроамериканци    | 129 (0,3%)     | 201 (0,4%)     |
| Азијати           | 517 (1,3%)     | 725 (1,5%)     |
| Хиспаноамериканци | 3.057 (7,4%)   | 5.103 (10,9%)  |
| Укупно            | 41.259         | 46.997         |